# Портедж-Лейк (Мен)
Портедж-Лейк (англ. Portage Lake) — місто (англ. town) в США, в окрузі Арустук штату Мен. Населення — 359 осіб (2020).

## Демографія
Згідно з переписом 2010 року, у місті мешкала 391 особа в 188 домогосподарствах у складі 123 родин. Було 511 помешкання
Расовий склад населення:
| - 95,9 % — білих - 1,0 % — корінних американців - 0,3 % — чорних або афроамериканців |

До двох чи більше рас належало 2,8 %. Частка іспаномовних становила 0,0 % від усіх жителів.
За віковим діапазоном населення розподілялося таким чином: 12,0 % — особи молодші 18 років, 60,6 % — особи у віці 18—64 років, 27,4 % — особи у віці 65 років та старші. Медіана віку мешканця становила 56,2 року. На 100 осіб жіночої статі у місті припадало 101,5 чоловіків;  на 100 жінок у віці від 18 років та старших — 103,6 чоловіків також старших 18 років.
Середній дохід на одне домашнє господарство  становив 45 445 доларів США (медіана — 40 208), а середній дохід на одну сім'ю — 54 857 доларів (медіана — 47 292). Медіана доходів становила 38 125 доларів для чоловіків та 37 813 долари для жінок. За межею бідності перебувало 14,9 % осіб, у тому числі 21,2 % дітей у віці до 18 років та 6,3 % осіб у віці 65 років та старших.
Цивільне працевлаштоване населення становило 112 осіб. Основні галузі зайнятості: освіта, охорона здоров'я та соціальна допомога — 21,4 %, будівництво — 13,4 %, виробництво — 12,5 %.